# Ingolf Haubirk
Ingolf Haubirk (29. marts 1923 på Rigshospitalet – 31. december 2006 i Birkerød) var skolemand, frihedskæmper og sløjdlærer.
Ingolf Haubirk var søn af fyrmester Ejler Haubirk (navneændring 1915 fra Ejler Haubjerg Frederiksen), født 27. juli 1891 i Østbirk Sogn ved Horsens, og hustru Sofie Frederikke Hauberg Sørensen, født 10. juni 1894 i Låsby Sogn; viet 1. juni 1917 i Østbirk Kirke.
Fyrmester Ejler Haubirk med familie boede i Dragør under besættelsen, og de var involveret i de illegale sejladser med flygtninge til Sverige. Ingolf Haubirk samarbejdede herunder med storebroderen, styrmand Ejler Haubirk (1920–1944).
Ingolf Haubirk tog lærereksamen fra Blågård Seminarium i 1944. Samtidig med at han gik på seminariet, tog han kurser på Dansk Sløjdlærerskole og afsluttede sløjdlæreruddannelsen i 1943, og har senere videreuddannet sig gennem kurser i træ- og metalsløjd på Askov Sløjdlærerskole ved Vejen og Nääs Sløjdskole øst for Gøteborg.
Haubirk startede som fast vikar på Enghaveplads Skole i København. I 1946 blev han fastansat lærer ved Bavnehøj Skole, og omkring 1950 flyttedes han til den nybyggede Ellebjerg Skole, der først var færdigbygget i 1952, så han i nogen tid måtte pendle mellem de to skoler. Med et par afbrydelser grundet foreningsarbejde i Københavns Kommune var Haubirk på Ellebjerg Skole, indtil han blev viceskoledirektør i Gentofte i 1970.
Haubirk var meget engageret i sløjdundervisning og var medlem af Modeludvalget i København fra 1952–1967 og er ophavsmand til talrige træsløjdmodeller.
Haubirk var engageret i forskelligt foreningsarbejde. Han har siddet i bestyrelsen for Københavns Kommuneskolers Sløjdlærerforening, og 1962–1970 var han formand for Københavns Kommunelærerforening, og han har siddet i Danmarks Lærerforenings hovedstyrelse. Han sad i en række udvalg og kommissioner, som bl.a. behandlede sløjdundervisningens vilkår og indhold, og han var medudgiver af litteratur om sløjdundervisning under loven om fritidsundervisning.
I 1970 blev Ingolf Haubirk viceskoledirektør for Gentofte skolevæsen, og i 1978 avancerede han til skoledirektør og chef for kulturel forvaltning. Han har været formand for en række udvalg under Undervisningsministeriet vedrørende både folkeskolen og seminarierne. Han tog sin afsked som 65-årig i 1988.